# Remigius Faesch (Jurist)

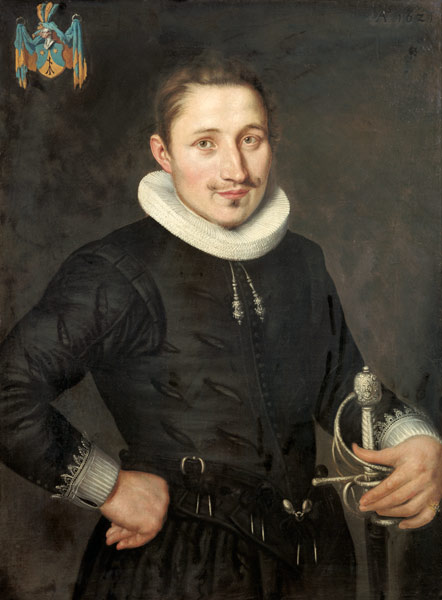
Remigius Faesch

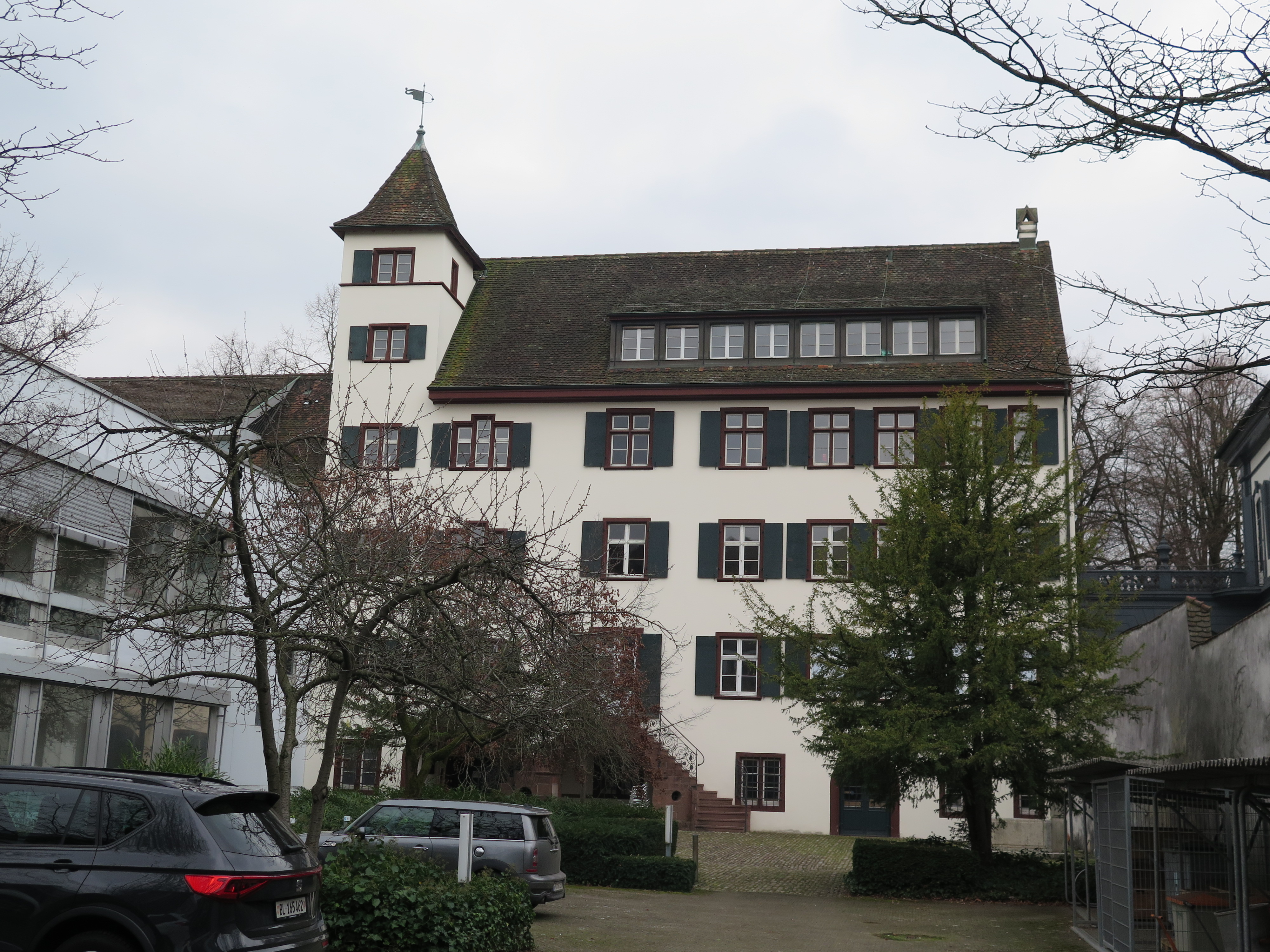
Haus Faesch am Petersplatz in Basel (Ansicht vom Garten her)

Remigius Faesch (* 26. Mai 1595 in Basel; † 27. Februar 1667 ebenda) war ein Schweizer Jurist, dreimal Rektor der Universität Basel und ein bedeutender Kunstsammler.

## Leben
Remigius Faesch war der älteste Sohn des Basler Kaufmanns und Bürgermeisters Johann Rudolf Faesch (1572–1659). Er studierte 1614–1616 die Rechte in Genf, Bourges, Paris und Marburg; zu seinen Lehrern zählten Hermann Vultejus und Regner Sixtinus. 1620/1621 unternahm Faesch eine Italienreise, die er für kunsthistorische Studien nutzte.
Faesch wirkte von 1628 bis zu seinem Tode, also fast vierzig Jahre lang, als Professor der Rechte in Basel. Er war vierzehn Mal Dekan seiner Fakultät und dreimal Rektor der Universität. Er hat wenig publiziert, doch «galt er als juristische Kapazität, die oft konsultiert wurde, und er war herzoglich Württembergischer sowie Baden-Durlachscher Rat. Seine Art zu lehren war ganz auf verwertbaren Nutzen ausgerichtet». Das entsprach durchaus der Entwicklung seiner Fakultät: Während in den ersten Jahrzehnten des 17. Jahrhunderts noch viele Juristen an anderen Orten studiert hatten und nur nach Basel kamen, um dort nach kurzer Zeit zu promovieren, wuchs später die Zahl derjenigen, welche dort eine eigentliche Ausbildung durchliefen und dazu länger an der Universität blieben.
Remigius Faesch blieb ledig und kinderlos, das Erbe ging an seine Brüder und deren Nachkommen. 
Neben seiner Lehrtätigkeit begründete Faesch durch intensive Sammeltätigkeit das nach ihm benannte Faeschische Kabinett. Im Jahre 1653 erwarb er ein grosses Haus am Petersplatz, in welchem er auf zwei Stockwerken seine Kunst- und Raritätensammlung einrichtete (die erhaltenen Inventare ermöglichen einen «virtuellen Rundgang» durch die Räume), dort blieb sie bis 1823 als Familienfideikommiss im Besitz der Familie Faesch und galt als eine der Sehenswürdigkeiten in der Stadt Basel. Dann fiel sie, weil ein dem Testament von Remigius Faesch entsprechend qualifizierter Verwalter fehlte, an die Universität.  Zusammen mit der Sammlung des Basilius Amerbach bildet das Faeschische Kabinett den Grundstock des Kunstmuseums und der Universitätsbibliothek Basel.